# Animal Cops
Animal Cops är ett amerikanskt TV-program som följer speciella djurpoliser i Houston, Miami, New York, Phoenix, Philadelphia och Detroit i USA.
Programmet sänds på TV-kanalen Animal Planet. Programmet följer poliser med inriktning på djurplågeri och vanvård av djur från larmen de får om misstänkt brottslighet till eventuella rättegångar samt hur djuren vårdas efteråt.